# Chrysolina hudsonica
Chrysolina hudsonica är en skalbaggsart som beskrevs av Brown 1938. Chrysolina hudsonica ingår i släktet Chrysolina och familjen bladbaggar. Inga underarter finns listade i Catalogue of Life.